# John Stark
John Stark (28 août 1728 – 8 mai 1822) servit comme major général dans l'Armée continentale durant la guerre d'indépendance des États-Unis. Il est connu sous le nom de « héros de Bennington » pour sa victoire à Bennington en 1777.

## Biographie
John Stark est né à Londonderry, New Hampshire (sur un site qui est maintenant à Derry) en 1728. Il a huit ans quand sa famille s'installe à Derryfield (maintenant Manchester), où il vécut le reste de sa vie. Stark était marié à Elizabeth « Molly » Page, avec qui il eut 11 enfants dont son fils aîné Caleb Stark. Le 28 avril 1752, lors d'une expédition de piégeage et de chasse le long de la rivière Baker, un affluent de la rivière Pemigewasset,  il fut capturé par des guerriers Abénaquis et ramené au Canada, mais a eu le temps d'avertir son frère William qui a eu le temps de pagayer  dans son canot, mais David Stinson fut tué. En tant que prisonnier des Abénaquis, lui et son co-détenu Amos Eastman  ont dû subir le passage entre  des guerriers armés de bâtons. Stark a saisi le bâton des mains du premier guerrier et a commencé à l'attaquer, prenant le reste des guerriers par surprise. Le chef a été tellement impressionné par cet acte héroïque que Stark a été adoptée dans la tribu, comme c'était souvent la coutume et il a passé  l'hiver à Odanak.

Le printemps suivant, un agent du gouvernement envoyé par la Province de la baie du Massachusetts pour négocier l'échange de prisonniers a payé sa rançon de 103 dollars espagnols et 60 $ pour Amos Eastman. Stark et Eastman retournent ensuite au New Hampshire sains et saufs.

## Guerre de Sept Ans
Stark a servi comme sous-lieutenant sous les ordres du Major Robert Rogers lors de la guerre de Sept Ans. Son frère William Stark a servi à côté de lui avec les Rangers. En tant que membre des Rangers Rogers, Stark a acquis une précieuse  expérience au combat et une connaissance approfondie de la frontière nord des colonies américaines. Alors qu'il servait avec les rangers en 1757, Stark a une mission comme éclaireur vers Fort Carillon où les rangers étaient tombés dans une embuscade. Ce raid fut nommé bataille en raquettes. En 1759 général Jeffery Amherst, a ordonné aux Rangers de Rogers de monter un raid à partir du lac George vers le village Abénaquis d'Odanak, en Nouvelle-France. Les Rangers sont allés vers le Nord et ont attaqué le village amérindien. Stark, commandant en second de Rogers de toutes les compagnies de Rangers, a refusé d'accompagner l'équipe attaquante par respect pour sa famille d'accueil des Amérindiens qui y résidaient. Il revint au New Hampshire avec sa femme, qu'il avait épousée l'année précédente. À la fin de la guerre, Stark a pris sa retraite comme capitaine et retourné à Derryfield, dans le New Hampshire.

#### Sources principales
- Reminiscences of the French War; containing Rogers' Expeditions with the New-England Rangers under his command, as published in London in 1765; with notes and illustrations. : To which is added an account of the life and military services of Maj. Gen. John Stark; with notices and anecdotes of other officers distinguished in the French and Revolutionary wars. Concord, N.H.: Publié par Luther Roby., 1831.  Une copie peut être trouvée dans les collections de l'American Antiquarian Society à Worcester (Massachusetts). Disponible sur Internet Archive
- Reminiscences of the French War with Robert Rogers' journal and a memoir of General Stark.  Freedom, N.H.: Freedom Historical Society, 1988.  OCLC number: ocm18143265. Une copie peut être trouvée à la Bibliothèque publique de Boston.
- Gen. John Stark's home farm: a paper read before the Manchester Historic Association October 7, 1903; par Roland Rowell. Une copie peut être trouvée à la Bibliothèque publique de Boston.
- Major General John Stark, hero of Bunker Hill and Bennington, 1728–1822; par Leon W. Anderson. [n.p.] Evans Print. Co., c1972. (OCLC 00709356). Une copie peut être trouvée à la Bibliothèque publique de Boston.
- Memoir and official correspondence of Gen. John Stark, with notices of several other officers of the Revolution.  Also a biography of Capt. Phine[h]as Stevens and of Col. Robert Rogers, with an account of his services in America during the "Seven Years' War."  Avec une nouvelle introduction et préface par George Athan Billias; par Stark, Caleb, 1804-1864.  pub. Boston, Gregg Press, 1972 [c1860].
- The Papers of John Stark, New Hampshire Historical Society, 30 Park Street, Concord, New Hampshire. Un guide de la collection, non publié, est disponible à la Society's library.

#### Sources secondaires
- John Stark, Freedom Fighter; par Robert P. Richmond.  Waterbury, Conn.: Dale Books, 1976.  (Juvenile literature).  Une copie est disponible à la Bibliothèque publique de Boston.
- Patriots: the men who started the American Revolution; by A.J. Langguth.  New York, Simon & Schuster, 1988.   (ISBN 0-671-67562-1).
- A New Age Now Begins: A People's History of the American Revolution; by Page Smith.  Vols I and II of VIII.  (Note: vol. II contains the index for both vol. I and vol. II).   (ISBN 0-07-059097-4)
- The ranger service in the upper valley of the Connecticut, and the most northerly regiment of the New Hampshire militia in the period of the revolution : an address delivered before the New Hampshire Society of Sons of the American Revolution at Concord, N.H., April 26, 1900
- State Builders: An Illustrated Historical and Biographical Record of the State of New Hampshire. State Builers Publishing Manchester, NH 1903